# Charlie Brooks
Charlene Emma "Charlie" Brooks es una actriz galesa, conocida por haber interpretado a Janine Butcher en la serie EastEnders.

## Biografía
Es hija de Danny Brooks y Rowena "Roe" Brooks. Tiene dos hermanos menores, Beth Brooks y Ben Brooks, quien actuó en el programa infantil Aquila.
Es muy buena amiga de las actrices Preeya Kalidas, Hannah Waterman y Lucy Speed, quienes interpretaron a Amira Shah, Laura Dunn-Beale y Natalie Evans respectivamente en la serie EastEnders.
En marzo del 2001 se comprometió con su novio el actor Jon Newman, sin embargo la pareja terminó. 
Charlie comenzó a salir con Tony Truman, un organizador de fiestas. La pareja le dio la bienvenida a su primera hija, Kiki-Dee Truman el 8 de diciembre de 2004. Después de salir por casi cinco años Charlie rompió su compromiso con Tony en la primavera del 2006, a pesar de haber roto ambos siguen siendo muy buenos amigos.
Desde el 2012 Charlie sale con el arquitecto Ben Hollington.

## Carrera
Charlie ha participado en series como The Bill, Jonathan Creek, London's Burning, The Golden Hour, Bleak House, Casualty, Heartbeat, Wired, Robin Hood, entre otras... 
En 1999 se unió al elenco de la exitosa serie británica EastEnders donde interpretó a la villana, asesina y mala Janine Butcher hasta el 2004, posteriormente regresó de nuevo a la serie en diciembre del 2008 y su última aparición fue el 20 de marzo de 2014 después de que su personaje decidiera mudarse a París con su hija luego de ser liberada de prisión. (En el 2012 Charlie dejó la serie por seis meses para participar en el programa Strictly Come Dancing y después regresó). Charlie es la tercera actriz que interpreta a Janine, anteriormente había sido interpretada por las actrices Rebecca Michael de 1989 a 1993 y por Alexia Demetriou de 1993 a 1996 cuando era joven. 
En el 2005 apareció en la película Take 3 Girls donde interpretó a la DJ Patsy, en diciembre del mismo año lanzó DVD de ejercicios llamado Charlie Brooks: Before and After Workout, el cual se volvió un éxito y pronto fue el DVD más vendido del país.
En el 2010 participó en el video "Love Machine" donde varios de los actores que participan en EastEnders aparecieron entre ellos Patsy Palmer (Bianca Branning), Shona McGarty (Whitney Dean), Lacey Turner (Stacey Slater), Pam St. Clement (Pat Evans), Neil McDermott (Ryan Malloy), Sid Owen (Ricky Butcher), Steve McFadden (Phil Mitchell), Adam Woodyatt (Ian Beale) y Jake Wood (Max Branning).
En el 2011 participó en el programa Strictly Come Dancing Christmas Special su compañero fue el bailarín profesional Vincent Simone, la pareja ganó la competencia quedando en primer lugar. Ese mismo año interpretó a Janine en el spin-off de EastEnders, EastEnders: E20.
En noviembre del 2012 participó en el programa I'm A Celebrity... Get Me Out Of Here! el cual ganó.

## Filmografía

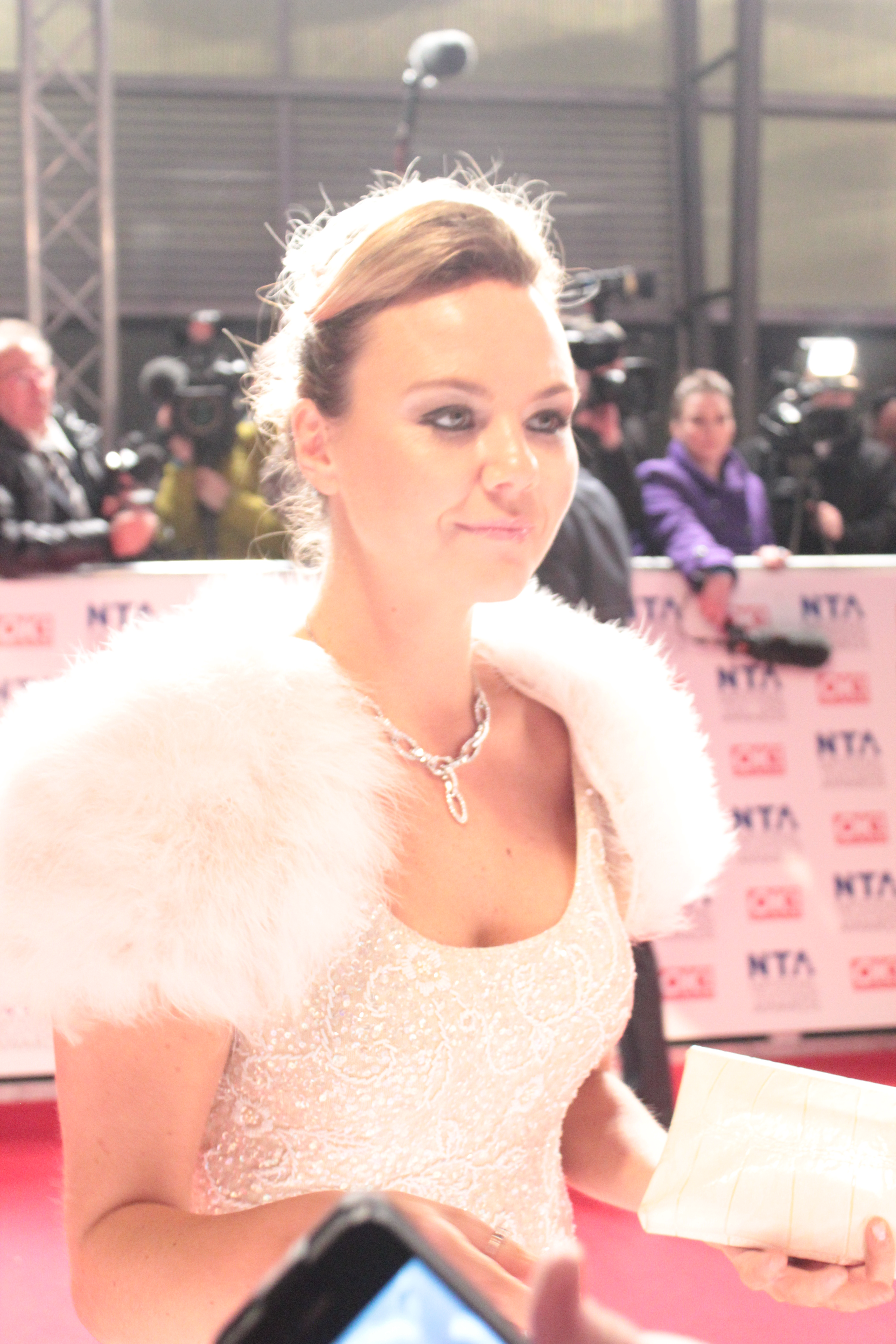
Charlie durante la entrega de los premios National Television en el 2012.

### Series de televisión
| Año                      | Título           | Personaje           | Notas                                       |
| ------------------------ | ---------------- | ------------------- | ------------------------------------------- |
| 1999 - 2004, 2008 - 2014 | EastEnders       | Janine Butcher      | 918 episodios                               |
| 2011                     | EastEnders: E20  | Janine Butcher      | 3 episodios                                 |
| 2008                     | Wired            | Anna                | 3 episodios miniserie                       |
| 2008                     | Love Soup        | Denise              | episodio "Human Error"                      |
| 2007                     | Robin Hood       | Ceris               | episodio "Walkabout"                        |
| 2007                     | Heartbeat        | Julie Langley-Smthe | episodio "Another Little Piece of My Heart" |
| 2006                     | Casualty         | Sally Montgomery    | episodio "Sons and Lovers"                  |
| 2005                     | Bleak House      | Jenny               | 5 episodios - miniserie                     |
| 2005                     | The Golden Hour  | Cara Wilson         | episodio # 1.2                              |
| 2000                     | London's Burning | Lisa                | episodio # 12.1                             |
| 1999                     | Jonathan Creek   | Trudi               | episodio "The Omega Man"                    |
| 1999                     | The Bill         | Claire Fellows      | episodio "Cold Calling"                     |
| 1998                     | Turnning Points  | Emma                | tv serie                                    |

### Películas
| Año  | Título                                   | Personaje      | Notas                                         |
| ---- | ---------------------------------------- | -------------- | --------------------------------------------- |
| 2005 | Take 3 Girls                             | Patsy          | junto a Surabhi Bhatnagar y Caroline Chikezie |
| 2005 | Angel of Death: The Beverly Allitt Story | Beverly Allitt | junto a Hajaz Akram y Joanna Bending          |

### Videos musicales
| Año  | Título                                   | Notas                |
| ---- | ---------------------------------------- | -------------------- |
| 2005 | Charlie Brooks: Before and After Workout | apareció en el video |

### Apariciones
| Año  | Título                                      | Notas                        |
| ---- | ------------------------------------------- | ---------------------------- |
| 2012 | I'm A Celebrity... Get Me Out Of Here! NOW! | 18 episodios                 |
| 2012 | I'm A Celebrity... Get Me Out Of Here!      | concursante - 16 episodios   |
| 2011 | Strictly Come Dancing Christmas Special     | concursante                  |
| 2010 | EastEnders: Last Tango in Walford           | apareció como Janine Butcher |
| 2010 | The Unforgettable Mike Reid                 | apareció en el documental    |
| 2006 | Sex, Lies & Soaps                           | documental                   |

### Teatro
| Año  | Título          | Personaje | Director | Teatro       | Notas                                             |
| ---- | --------------- | --------- | -------- | ------------ | ------------------------------------------------- |
| 2015 | Beautiful Thing | -         | -        | -            | junto a Thomas Law, Gerard McCarthy y Sam Jackson |
| 2015 | Contact.com     | -         | -        | Park Theatre | junto a Tanya Franks, Jason Durr y Ralph Aiken    |

## Premios y nominaciones
| Año  | Categoría                                                  | Premio                    | Serie      | Resultado |
| ---- | ---------------------------------------------------------- | ------------------------- | ---------- | --------- |
| 2014 | Villain of the Year                                        | British Soap Award        | EastEnders | Nominada  |
| 2013 | Best Bitch                                                 | Inside Soap Award         | EastEnders | Nominada  |
| 2013 | Best Soap Actress                                          | TV Choice Award           | EastEnders | Nominada  |
| 2012 | Best Bitch                                                 | Inside Soap Award         | EastEnders | Ganó      |
| 2012 | Best Soap Actress                                          | TV Choice Award           | EastEnders | Nominada  |
| 2011 | Villian of the Year                                        | British Soap Award        | EastEnders | Nominada  |
| 2011 | Best Love Triangle (junto a Lacey Turner y Neil McDermott) | All About Soap Award      | EastEnders | Nominados |
| 2011 | Best Celeb Style                                           | All About Soap Award      | EastEnders | Nominada  |
| 2010 | Femme Fatale                                               | All About Soap Award      | EastEnders | Ganó      |
| 2009 | Best Bitch                                                 | Inside Soap Award         | EastEnders | Ganó      |
| 2009 | Best Bitch                                                 | All About Soap Award      | EastEnders | Ganó      |
| 2005 | Best Exot                                                  | British Soap Award        | EastEnders | Ganó      |
| 2004 | Villian of the Year                                        | British Soap Award        | EastEnders | Ganó      |
| 2004 | Best Bitch                                                 | Inside Soap Award         | EastEnders | Ganó      |
| 2004 | Bitch of the Year                                          | British Soap Award        | EastEnders | Nominada  |
| 2004 | Best Soap Storyline                                        | TV Quick and Choice Award | EastEnders | Nominada  |
| 2004 | Best Soap Actress                                          | TV Quick and Choice Award | EastEnders | Nominada  |
| 2004 | Most Popular Actress                                       | National Television Award | EastEnders | Nominada  |
| 2003 | Best Bitch                                                 | Inside Soap Award         | EastEnders | Nominada  |
| 2002 | Best Bitch                                                 | Inside Soap Award         | EastEnders | Nominada  |
| 2001 | Best Bitch                                                 | Inside Soap Award         | EastEnders | Ganó      |
| 2000 | Best Newcomer                                              | British Soap Award        | EastEnders | Nominada  |
| 2000 | Most Popular Newcomer                                      | National Television Award | EastEnders | Nominada  |